# آهنگرکلا (محمودآباد)
اهنگرکلا، روستایی است از توابع بخش مرکزی شهرستان محمودآباد در استان مازندران ایران.

## جمعیت
این روستا در دهستان اهلمرستاق جنوبی قرار دارد و براساس سرشماری مرکز آمار ایران در سال ۱۳۸۵، جمعیت آن ۲۰۴ نفر (۴۵خانوار) بوده‌است. مردم آهنگرکلا از قومیت طبری هستند که ریشه آن به قوم آمارد و قوم تپوری می‌رسد. مردم آهنگرکلا به زبان طبری (مازندرانی) و گویش آملی سخن میگویند.